# NGC 262
NGC 262, também conhecida por Markarian 348, é uma galáxia espiral (S0-a) localizada na direcção da constelação de Andromeda. Possui uma declinação de +31° 57' 27" e uma ascensão recta de 0 horas, 48 minutos e 47,1 segundos.
A galáxia NGC 262 foi descoberta em 17 de Setembro de 1885 por Lewis A. Swift.